# Jardinera (mitjà de transport)
Una jardinera o pastera (a les Balears) és un carruatge de quatre o sis places, cobert al sostre i descobert als laterals, d'ús molt freqüent durant el segle xx. També es pot referir a un tramvia de les mateixes característiques que se sol emprar a l'estiu, com per exemple al tramvia de Sóller. Finalment, també s'anomena jardinera o autobús de pista els vehicles utilitzats per a transportar passatgers entre la terminal d'un aeroport i l'avió.